# Ali Dere
Ali Dere (sinh 29 tháng 9 năm 1992) là một cầu thủ bóng đá Thổ Nhĩ Kỳ đang thi đấu ở vị trí tiền vệ cánh cho İstanbulspor. Anh cũng là cầu thủ trẻ quốc gia, thi đấu ở các cấp độ U-18, U-19 và U-21 cho Thổ Nhĩ Kỳ.
Anh được chọn vào đội tuyển quốc gia để thi đấu Giải vô địch bóng đá U-19 châu Âu 2011, thi đấu 3 trận và ghi 1 bàn thắng.